# Milton H. Mabry

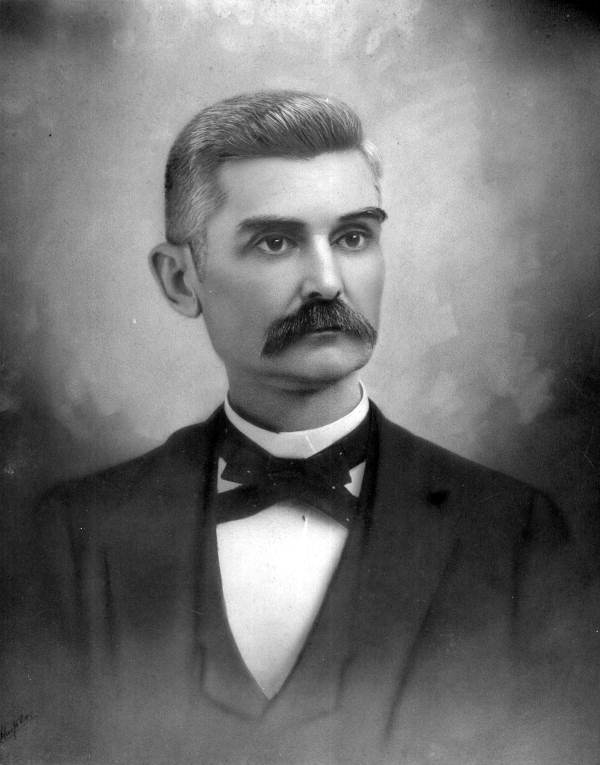
Milton H. Mabry – US-amerikanischer Jurist und Politiker

Milton Harvey Mabry (* 17. Juni 1851 im Pickens County, Alabama; † 3. März 1919 in Tampa, Florida) war ein US-amerikanischer Jurist und Politiker. Zwischen 1885 und 1889 war er Vizegouverneur des Bundesstaates Florida.

## Werdegang
Milton Mabry war der Sohn eines Händlers. Im Jahr 1856 zog die Familie nach Louisiana und um 1860 in den Bundesstaat Mississippi. Um das Jahr 1868 schrieb sich Mabry an der University of Mississippi in Oxford ein. Nach einem anschließenden Jurastudium an der Cumberland University in Tennessee und seiner 1872 erfolgten Zulassung als Rechtsanwalt begann er in Mississippi in diesem Beruf zu arbeiten. Gleichzeitig schlug er als Mitglied der Demokratischen Partei eine politische Laufbahn ein. Für eine Amtszeit war er Bürgermeister der Stadt Tupelo. Ab 1879 praktizierte er mit einem Partner in Leesburg (Florida). In den Jahren 1883 und 1884 saß er als Abgeordneter im Repräsentantenhaus von Florida.
1884 wurde Mabry an der Seite von Edward A. Perry zum Vizegouverneur von Florida gewählt. Dieses Amt bekleidete er zwischen 1885 und 1889. Dabei war er Stellvertreter des Gouverneurs und Vorsitzender des Staatssenats. Damals wurde nach einer Reform der Staatsverfassung der Posten des Vizegouverneurs von Florida abgeschafft. Mabry war bis zur Wiedereinführung dieses Amtes im Jahr 1968 der letzte Vizegouverneur seines Staates.
Nach dem Ende seiner Zeit als Vizegouverneur praktizierte Milton Mabry zunächst wieder als Anwalt. Ab 1891 war er Richter am Supreme Court of Florida. Zwischen 1895 und 1897 war er als Chief Justice Vorsitzender Richter dieses Gerichts. Danach war er dort bis 1902 normaler Richter. Von 1905 bis 1915 war er als Clerk bei der Verwaltung dieses Gerichts tätig. Er starb am 3. März 1919 in Tampa, wo er auch beigesetzt wurde.